# Stoltenhoff
Otok Stoltenhoff je mali nenaseljeni otok u južnom Atlantskom oceanu, najmanji od 3 otoka u otočju Nightingale. Nalazi se sjeverozapadno od samog otoka Nightingale. Njime se upravlja kao dijelom otočja Tristan da Cunha koji je dio britanskog prekomorskog teritorija Sveta Helena, Ascension i Tristan da Cunha. Otok je dio važnog područja za ptice otočja Nightingale, koje je BirdLife International identificirao kao mjesto za razmnožavanje morskih i endemskih kopnenih ptica.
Otok je dobio ime po Gustavu i Friedrichu Stoltenhoffu, njemačkoj braći rođenih u Moskvi, koji su se pokušali naseliti na obližnjem otoku Inaccessible. Od naseljavanja su odustali nakon 2 godine.

## Kontroverza s kovanicama
Kovanice (koje su zakonito sredstvo plaćanja) otoka Stoltenhoff su iskovane u kovnici Commonwealth Mint u Ujedinjenom Kraljevstvu i koje je Vlada Tristana da Cunhe proglasila zakonskim sredstvom plaćanja izazvale su kontroverze.